# 関根香桜里
関根 香桜里（せきね かおり、8月16日 - ）は、日本の女性声優。
東京都出身。以前は、エーエス企画に所属していた。

## 出演作品

### テレビアニメ
2002年
- パタパタ飛行船の冒険（使用人3）[1]

### ゲーム
2005年
- エスプガルーダII 〜覚聖せよ。生まれし第三の輝石〜（ツバメ[3][4]）※アーケード

2010年
- エスプガルーダII ブラックレーベル（ツバメ）※Xbox 360・iPhone

### 吹き替え
海外ドラマ
- Dr.HOUSE[1]
- ハイスクール・ウルフ[1]
- ふたりはお年ごろ[1]　※シチュエーション・コメディ
- 名探偵モンク3（少年[3]）

外国映画
- ロシア特殊部隊スペツナズ[1]
- わたしたちの島で わんぱくアザラシのモーセ（ニクラス 役）[1]※邦題

海外アニメ
- ジェニーはティーン☆ロボット（メロディ 役）[1]
- リトルビル（ボビー 役）[1]

### その他
- 企業VP「ファンド紹介」ペンギン 役[1]